# Émile Nouguier
Émile Nouguier (ur. 17 lutego 1840 w Paryżu, zm. 23 listopada 1897 w Argenteuil) – francuski inżynier i architekt, jeden z trzech projektantów wieży Eiffla. W 1865 ukończył studia z tytułem inżyniera budownictwa górniczego. 6 maja 1889 został Kawalerem Legii Honorowej, posiadał także Order Izabeli Katolickiej oraz  Krzyż Komandorski Orderu Chrystusa.